# Amrita Prakash

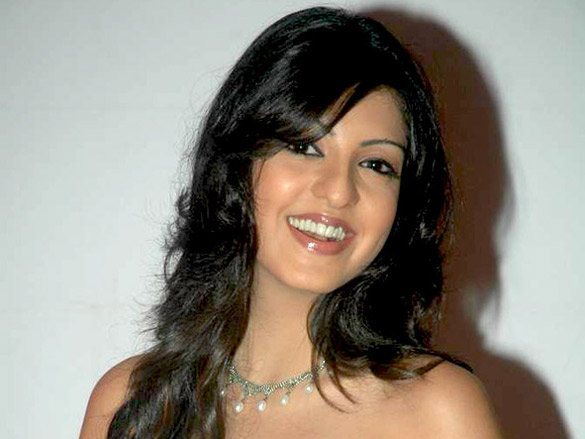
Amrita Prakash

Amrita Prakash (Hindi अमृता प्रकाश; * 12. Mai 1987 in Jaipur) ist eine indische Filmschauspielerin und ein Model, das sowohl in Bollywood- als auch Malayalam-Filmen mitgespielt hat. Sie ist zudem in einer Reihe von Fernsehsendungen und Werbespots aufgetreten.

## Filmografie (Auswahl)
- 2001: Tum Bin Mille
- 2003: Koi Mere Dil Mein Hai
- 2004: Manjupole Oru Penkutty
- 2006: Vivah
- 2008: Ek Vivah Aisa Bhi
- 2010: We Are Family
- 2011: Na Jaane Kabse